# Listă de scriitori români de literatură științifico-fantastică
Aceasta este o listă a scriitorilor notabili români de literatură științifico-fantastică în ordine alfabetică:

## A
- Felix Aderca
- George Anania
- Victor Anestin
- Sorin Antohi
- Horia Aramă
- Nicolae C. Ariton

## B
- Camil Baciu (1926-2005). Grădina zeilor, Experiența "Colombina", Aragua, Revolta creierilor, Planeta cubică
- Dușan Baiski (1955-). „Meșterul Manole”, „Orizontul, colți de lup”, „Grafitti pe un geam aburit”.
- Feri Balin
- Mircea Băduț
- Romulus Bărbulescu
- Daniel Botgros[1]
- Rodica Bretin
- Roxana Brînceanu
- Voicu Bugariu
- Ovidiu Bufnilă
- Viorel Burlacu (1928-). Alo, poliția? Arestați raza albastră!  (roman)

## C
- Eugen Cadaru
- Ionuț Caragea
- Aurel Cărășel
- Mircea Cărtărescu
- George Ceaușu
- Vladimir Colin
- Marian Coman
- Sebastian A. Corn
- Oliviu Crâznic
- Ovid S. Crohmălniceanu
- Constantin Cubleșan

## D
- Dorin Davideanu
- Doru Davidovici
- Alex Deva[2]
- Mihu Dragomir
- Dan Doboș
- Dorel Dorian

## F
- Sergiu Fărcășan
- Bogdan Ficeac

## G
- Radu Pavel Gheo
- Ștefan Ghidoveanu
- Mihail Grămescu
- Costi Gurgu[3]
- Györfi-Deák György

## H
- Michael Haulică (1955-). Madia Mangalena, Așteptînd-o pe Sara, Povestiri fantastice
- Ion Hobana (1931-2001). Oameni și stele, Un fel de spațiu, Timp pentru dragoste
- Dragomir Horomnea (1940-). Povestiri „Monștrii lui Prasad”, „O sută de ani”

## L
- George Lazăr
- Eugen Ștefan Lenghel

## I
- Cătălin Ionescu

## M
- Liviu Macoveanu (1922-1997) - Stăpînul insectelor, 1 Gigant 1, Castelul cu stafii
- Horia Matei (Horia C. Matei; H. Matei) - Testamentul lui Percival Dudelsacker, Expediția „Zero K”, Turneul de primăvară
- Dan Merișca (1957-1991) -  Revoltă în labirint (cu Lucian Merișca)
- Lucian Merișca (1958-) - Revoltă în labirint (cu Dan Merișca); Aventuri în Exterrior
- Ana Veronica Mircea (1957-) - Între lumi, Floarea de loldilal
- Alexandru Mironov (1942-) - Nemăsurate chinurile lui, Hoțul de vise, antologii editate

## N
- Leonida Neamțu
- Ana-Maria Negrilă[4]
- Marina Nicolaev
- Radu Nor

## O
- Rodica Ojog-Brașoveanu
- Mircea Opriță

## P
- Ovidiu Pecican
- Leonid Petrescu
- Florin Pîtea
- Cristian Tudor Popescu

## R
- Liviu Radu
- Nicolae G. Rădulescu-Niger
- Cornel Robu
- Adrian Rogoz
- Doina Roman[5]

## S
- Sorin Stănescu (1924-2016) - „Lumini în adâncuri”, „Frumoasa din planeta adormită”, „O consultație medicală”, „Fantastica spadă a cavalerului Joost Van Deck” ,
- Max Solomon[6] - Sahariana, Atentat în infraroșu, „Cerul de sticlă”
- Bogdan Suceavă (1969-) - Vincent nemuritorul, Sub semnul Orionului
- Liviu Surugiu (1969-) - Atavic, Iubire și moarte pentru totdeauna, ERAL

## Ș
- Mircea Șerbănescu
- Ovidiu Șurianu[7]

## T
- Daniel Timariu[8]
- Marian Truță

## U
- Alexandru Ungureanu
- Dănuț Ungureanu

## V
- Ioana Vișan